# L'Histoire de la page 52
Pour plus de détails, voir Fiche technique et Distribution.
L'Histoire de la page 52 est un documentaire réalisé par Avril Tembouret, sorti en 2013.
Le film retrace l'intégralité de la création d’une planche de bande dessinée, à savoir la page 52 de l’album Souvenirs de futurs de la série Valérian et Laureline.

## Liste des intervenants
- Jean-Claude Mézières
- Pierre Christin

## Fiche technique
- Titre original : L'Histoire de la page 52
- Réalisation : Avril Tembouret
- Scénario : Avril Tembouret
- Production déléguée : Laurent Segal
- Musique originale : David Lampel
- Directeur de la photographie : Avril Tembouret
- Son direct : Charles Linmer
- Montage images : Karine Germain
- Mixage : Laure Arto
- Production : Kanari Films (France)
- Pays d'origine :  France
- Langue : français
- Genre : documentaire
- Durée : 43 minutes

## Diffusion
L'Histoire de la page 52 a été diffusé en avant-première en octobre 2013 à la rétrospective « Les grands espaces de JC Mézières » à la Bibliothèque Francophone Multimédia de Limoges. La première du film a eu lieu au 41e festival international de la bande dessinée d'Angoulême en février 2014. 
Le film a été diffusé sur la chaîne Planète+ en novembre 2014. Cette même année, il a fait l'objet d'une édition dvd double (édition courante et édition de luxe numérotée et signée par Jean-Claude Mézières).

## Sélections festivalières et projections spéciales
- Rétrospective Les grands espaces de JC Mézières, Bfm de Limoges, octobre 2013[2]
- Les Crayonantes, Nantes, décembre 2013
- 41e festival international de la bande dessinée d'Angoulême, février 2014[3]
- Zoom sur la bande dessinée, La Celle-Saint-Cloud, mars 2014[4]
- Festival des à côtés, Lyons-la-Forêt, juin 2014
- 1re journée du film documentaire sur la bande dessinée, Strasbourg, juin 2014
- 19e rendez-vous de la bande dessinée, Amiens, juin 2014
- BD-FIL, Lausanne, septembre 2014
- Rétrospective JC Mézières, Mairie du 5e, Paris, septembre 2014
- Quai des Bulles, Festival de la bande-dessinée et de l'image projetée, Saint-Malo, octobre 2014
- BD6Né, Studio des Ursulines, Paris, avril 2015
- CinéArt, Nouméa, avril 2015
- Contrebande dessinée, Ferney-Voltaire, juin 2015
- Strasbulles, Strasbourg, juin 2015
- Mois du film documentaire, Brives, novembre 2015
- SoBD, Luminor, Paris, décembre 2015
- Le Rayon vert, 5e Festival Bd et Imaginaires, Thionville, mai 2016
- Comic Con Paris, octobre 2016
- Valérian de la Case à l'Ecran, 44e festival international de la bande dessinée d'Angoulême, janvier 2017
- Valérian et Laureline en mission pour la Cité, Cité des sciences, Paris, juin 2017
- Salon de la BD d'Essaouira, Essaouira, décembre 2017

## Autour du film
Un court-métrage documentaire intitulé Les Couleurs de la page 52 a été réalisé par Avril Tembouret en 2016 à la suite de L'Histoire de la page 52. Il est centré le travail de la coloriste Evelyne Tranlé dans Valérian et Laureline et sur sa collaboration avec le dessinateur Jean-Claude Mézières sur la page 52.